# Noord-Thürings voetbalkampioenschap 1923/24
In 1923/24 werd het negende  voetbalkampioenschap van Noord-Thüringen gespeeld, dat georganiseerd werd door de Midden-Duitse voetbalbond. Het was het eerste kampioenschap na 1918, de voorbije jaren fungeerde de competitie als tweede klasse onder de Kreisliga Thüringen. Na 1923 werd de Kreisliga ontbonden en werd de vooroorlogse competitie in ere hersteld, nu als Gauliga Nordthüringen. Acht clubs speelden het voorgaande jaar reeds in de Kreisliga, aangevuld met twee clubs van de Kreisklasse Ostthüringen.  
Erfurter SC werd kampioen en plaatste zich voor de Midden-Duitse eindronde. De club verloor meteen van SV 01 Gotha.

## Gauliga
| Plaats | Club                     | Wed. | W  | G | V  | Saldo | Ptn.  |
| ------ | ------------------------ | ---- | -- | - | -- | ----- | ----- |
| 1.     | Erfurter SC 1895         | 18   | 15 | 2 | 1  | 48:12 | 32:4  |
| 2.     | SpVgg 02 Erfurt          | 18   | 14 | 2 | 2  | 52:15 | 30:6  |
| 3.     | FV 1907 Germania Ilmenau | 18   | 11 | 1 | 6  | 44:32 | 23:13 |
| 4.     | MTV 1897 Erfurt          | 18   | 8  | 5 | 5  | 34:26 | 21:15 |
| 5.     | TV 1905 Ilversgehofen    | 18   | 8  | 1 | 9  | 27:30 | 17:19 |
| 6.     | VfB 1904 Erfurt          | 18   | 6  | 4 | 8  | 31:29 | 16:20 |
| 7.     | SpVgg 1907 Arnstadt      | 18   | 7  | 0 | 11 | 28:46 | 14:22 |
| 8.     | FC Borussia Erfurt       | 18   | 3  | 4 | 11 | 29:41 | 10:26 |
| 9.     | Erfurter TS              | 18   | 3  | 3 | 12 | 20:39 | 9:27  |
| 10.    | SV 1909 Arnstadt         | 18   | 3  | 2 | 13 | 15:58 | 8:28  |

|  | Kampioen, geplaatst voor Midden-Duitse eindronde |
|  | Degradatie                                       |

## Promotie-eindronde
| Plaats | Club                | Wed. | W | G | V | Saldo | Ptn. |
| ------ | ------------------- | ---- | - | - | - | ----- | ---- |
| 1.     | SC Stadtilm         | 2    | 1 | 1 | 0 | 7:4   | 3:1  |
| 2.     | Erfurter SC 1895 II | 2    | 1 | 1 | 0 | 6:3   | 3:1  |
| 3.     | TSG Gispersleben    | 2    | 0 | 0 | 2 | 3:9   | 0:4  |

|  | Promotie |